# 杜弘徽
杜弘徽（9世纪—893年），字範華，唐朝官员，出自京兆杜氏，杜如晦叔父杜淹的后裔，杜審權的儿子，杜讓能、杜彦林的弟弟。
杜弘徽乾符年间登进士第。唐僖宗自山南还京，以杜弘徽为中书舍人。郑綮以杜弘徽之兄杜讓能在中书，弟弟不宜同居禁近，封还制书。杜弘徽转任户部侍郎，充弘文馆学士判馆事，景福二年（893年）十月乙未，因凤翔节度使李茂贞逼迫，唐昭宗被迫赐杜让能自尽，杜弘徽牵连一起赐死。后赠吏部尚書。